# Агаев, Меджид Орудж оглы
Меджид Орудж оглы Агаев (азерб. Məcid Oruc oğlu Ağayev, тал. Mačid Oruči zoa Agajev; 1 января 1835(?), с. Тикябанд, Талышское ханство — 31 декабря 1978, там же) — российский и советский азербайджанский неверифицированный долгожитель, пастух. По официальной советской версии умер в возрасте 143 лет.

## Биография
Согласно советским данным, Меджид Агаев родился в 1835 году в селе Тикябанд Талышского ханства (ныне Лерикский район Азербайджана).
В 1840-х на село напали разбойники и Агаев был взят в рабство в город Тегеран. Позже он был выкуплен и вернулся в родное село.
Начал трудовую деятельность в 1847 году. После Октябрьской Революции Меджид устроился работать в колхозе чабаном. С 1972 года на всесоюзной пенсии.
Депутат Лерикского районного совета. Председатель Совета Старейшин Азербайджана.
Старейший человек в СССР с 1973 по 1978 год.
Скончался в 1978 году в возрасте 143 лет.
Агаеву посвящён один из сюжетов выпуска № 127 тележурнала «Альманах кинопутешествий».

### Семья
Меджид Агаев в первый раз женился в начале 1860-х. От первой жены у Меджида восемь детей. Первая жена Агаева скончалась в результате эпидемии холеры.
Второй раз Меджид Агаев женился в 1905 году на 15-летней Кинаназ. От второй жены у Агаева семь детей.
Самый старший сын долгожителя родился в 1868 году. Самый последним ребёнком Агаева была дочь Ширинбады, она родилась, когда Агаеву было 104 года, в 1939 году.